# Galvez EC
Der Galvez Esporte Clube, in der Regel nur kurz Galvez genannt, ist ein Fußballverein aus Rio Branco im brasilianischen Bundesstaat Acre.

## Erfolge
Männer:
- Staatsmeisterschaft von Acre: 2020
- Staatsmeisterschaft von Acre – 2. Liga: 2012

Frauen:
- Staatsmeisterschaft von Acre: 2024

## Stadion

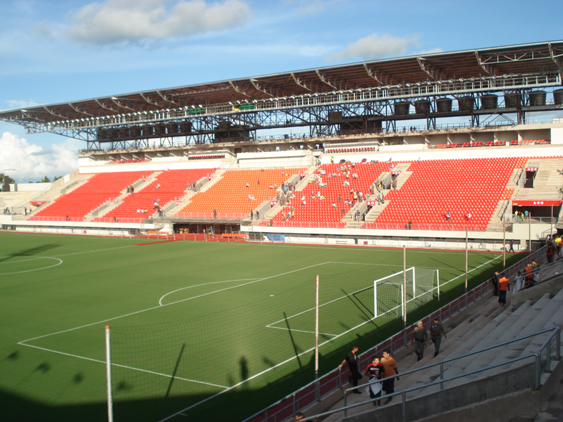
Arena Acreana

Der Verein trägt seine Heimspiele in der Arena Acreana in Rio Branco aus. Das Stadion hat ein Fassungsvermögen von 20.000 Personen.

## Trainerchronik
Stand: 18. Juni 2021
| Trainer                   | Nation    | von               | bis   |
| ------------------------- | --------- | ----------------- | ----- |
| Paulo Roberto de Oliveira | Brasilien | 17. November 2020 | heute |